# Julie Powell
Julie Powell, född Julie Foster den 20 april 1973 i Austin, Texas i USA, död den 26 oktober 2022 i Olivebridge, New York, var en amerikansk bloggare och författare.

## Biografi
Powell föddes och växte upp i Austin, Texas. Hon studerade teater och kreativt skrivande vid Amherst College och tog examen där 1995. Hon gifte sig 1998 med maken Erik Powell, som var redaktör för tidskriften Archaeology.
Under augusti 2002 – under tiden Powell arbetade för Lower Manhattan Development Corporation – påbörjade Powell ett bloggprojekt Julie/Julia. Projektet gick ut på att hon under ett års tid skulle tillaga alla recept ur den amerikanska kokboksförfattaren Julia Childs ikoniska kokbok Det goda franska köket (första upplagan, 1961) under ett års tid. Bloggprojektet fick snabbt mycket stor uppmärksamhet och resulterade i att hon 2005 kunde publicera en bok kallad Julie and Julia på samma tema.
Julia Child  ska enligt sin manager Judith Jones ha varit skeptisk till Powells bloggprojekt. Projektet resulterade dock i att Powell i juni 2009 förärades ett hedersdiplom av Le Cordon Bleu, det lärosäte där Julia Child fick sin kulinariska skolning.
I augusti 2009 hade även den av Nora Ephron regisserade filmen Julie & Julia premiär. Filmen baseras delvis på Powells bok med samma namn. I filmen spelas Powell av Amy Adams och Julia Child av Meryl Streep.
Powell avled till följd av hjärtstillestånd i sitt hem i Olivebridge, New York, den 26 oktober 2022. Hon blev 49 år gammal.